# Elin Moraiti
Elin Moraiti, född 16 juni 1991, är en svensk friidrottare. Hon vann SM-guld på 400 meter 2014. Hon tävlade först för Falu IK men bytte sedan (inför säsong 2013) till Hässelby SK.
Elin Moraiti sprang vid inomhus-EM i Göteborg 2013, tillsammans med Josefin Magnusson, Moa Hjelmer och Frida Persson, lång stafett 4 x 400 meter, men laget slogs ut direkt i försöken.

## Personliga rekord
| Utomhus - 100 meter – 12,12 (Sollentuna 26 juni 2014) - 200 meter – 24,69 (Sollentuna 8 juni 2014) - 400 meter – 53,86 (Göteborg 28 juni 2014) - 800 meter – 2:07,63 (Göteborg 11 juni 2011) | Inomhus - 60 meter – 7,91 (Falun 13 februari 2010) - 200 meter – 24,90 (Sätra 9 februari 2014) - 400 meter – 54,43 (Göteborg 23 februari 2014) - 800 meter – 2:07,65 (Tammerfors, Finland 5 februari 2011) - 800 meter – 2:08,46 (Glasgow, Storbritannien 29 januari 2011) |

### Fotnoter
1. ↑  ”Karensövergångar 2013”. friidrott.se. 6 oktober 2013. Arkiverad från originalet den 8 augusti 2020. https://web.archive.org/web/20200808062520/https://www.friidrott.se/forbundsinfo/overgangar/karens13.aspx. Läst 26 augusti 2017.
2. ↑  ”Stora SM 2011, dag 3” (htm). trackandfield.se. http://www.trackandfield.se/resultat/2011/110813.htm. Läst 17 april 2013.
3. ↑  ”Stora SM 2013, dag 3”. trackandfield.se. Arkiverad från originalet den 3 september 2013. https://web.archive.org/web/20130903075045/http://www.trackandfield.se/resultat/2013/130831.htm. Läst 2 september 2013.
4. ↑  ”Stora SM 2014, dag 2” (htm). trackandfield.se. http://www.trackandfield.se/resultat/2014/140802.htm. Läst 21 oktober 2014.
5. ↑  ”Stora SM 2010, dag 3”. trackandfield.se. Arkiverad från originalet den 29 september 2013. https://web.archive.org/web/20130928222318/http://www.trackandfield.se/resultat/2010/100821.htm. Läst 2 september 2013.
6. 1 2  ”Stafett-SM 2013”. huddinge-friidrott.org. Arkiverad från originalet den 4 mars 2016. https://web.archive.org/web/20160304222253/http://www.huddinge-friidrott.org/tavlingar/13/stafettsm/resultat.htm. Läst 29 maj 2013.
7. 1 2  ”Stafett-SM 2014” (pdf). idrottonline.se. Arkiverad från originalet den 2 april 2015. https://web.archive.org/web/20150402184643/http://www3.idrottonline.se/ImageVaultFiles/id_595198/cf_69694/resultat2014-05-27_2.PDF. Läst 25 mars 2015.
8. 1 2  ”Stafett-SM 2015”. smfriidrott.com. Arkiverad från originalet den 24 november 2015. https://web.archive.org/web/20151124055051/http://www.smfriidrott.com/tavling/stafett-sm-2015/resultat. Läst 31 oktober 2015.
9. 1 2  ”Stafett-SM 2016”. trackandfield.se. http://www.trackandfield.se/resultat/2016/160528.htm. Läst 1 november 2016.
10. ↑  ”Stora inne-SM 2013, resultat”. trackandfield.se. http://www.trackandfield.se/Resultat/2013/130215.htm. Läst 18 februari 2013.
11. ↑  ”Stora inne-SM 2014 dag 2, resultat”. trackandfield.se. http://www.trackandfield.se/resultat/2014/140223.htm. Läst 29 januari 2015.
12. ↑  ”Stora inne-SM 2010 dag 2, resultat”. friidrott.stockholm.se. http://www.friidrott.stockholm.se/ISM2010/Page.asp?PageIdentifier=RESSONDAG. Läst 19 juli 2012.
13. ↑  ”Stora inne-SM 2011 dag 2, resultat”. trackandfield.se. http://www.trackandfield.se/resultat/2011/110227.htm. Läst 19 juli 2012.
14. 1 2  ”Stora inne-SM 2016, resultat”. livetiming.se. Arkiverad från originalet den 24 juni 2016. https://web.archive.org/web/20160624013514/http://livetiming.se/track/ism16/. Läst 26 maj 2016.
15. 1 2 3 4 5 6 7 8 9  ”Personsida hos IAAF” (på engelska). iaaf.org. https://www.iaaf.org/athletes/sweden/elin-moraiti-258179. Läst 16 oktober 2018.
16. ↑  ”European Athletics Indoor Championships - Göteborg 2013” (på engelska). european-athletics.org. http://www.european-athletics.org/competitions/european-athletics-indoor-championships/history/year=2013/results/index.html. Läst 25 augusti 2017.
17. 1 2 3 4 5 6  ”Personsida på European Athletics' webbplats” (på engelska). european-athletics.org. http://www.european-athletics.org/athletes/group=m/athlete=128731-moraiti-elin/index.html. Läst 16 oktober 2018.